# Tenjiku Tokubei
Tenjiku Tokubei (天竺徳兵衛 ; 1612 - vers 1692) est un aventurier et écrivain japonais du début du XVIIe siècle. Il a voyagé en Asie du Sud-Est et en Asie du Sud, d'où son surnom « Tenjiku » (nom de l'Inde en japonais 天竺).

## L'aventurier

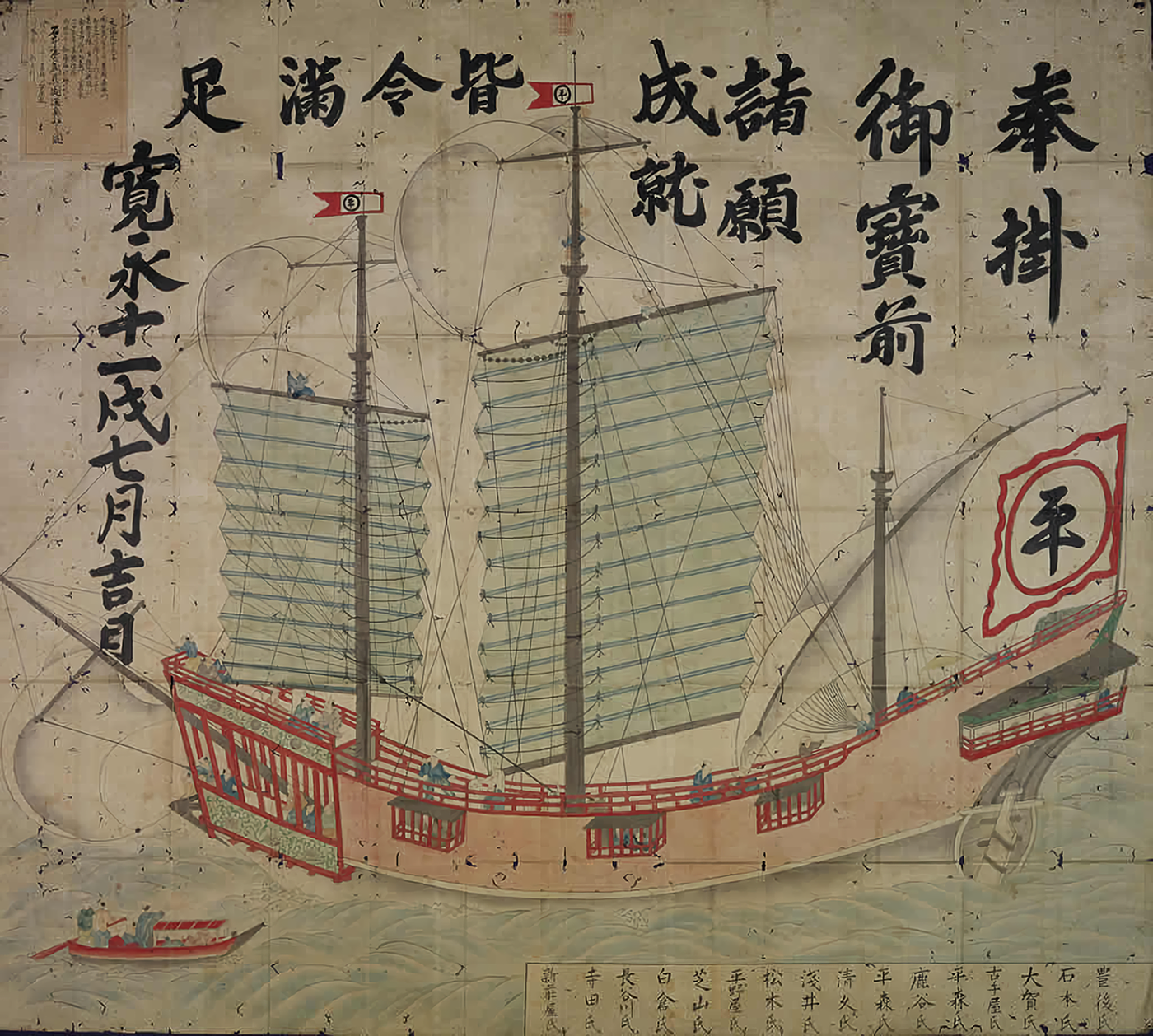
Navire à sceau vermillon japonais de 1634 au musée de la Science navale de Tokyo..

Il naît à Sendo-machi, Takasago-cho, actuelle préfecture de Hyōgo en 1612, d'un père grossiste de sel.
En 1626, à l'âge de quinze ans, Tokubei est embauché par une société de négoce à Kyoto. Il poursuit des activités commerciales à bord d'un navire au sceau rouge japonais. 
En 1627, Tokubei visite la Chine, le Vietnam et le Siam (l'actuelle Thaïlande). Il reste pendant un certain temps au Siam et de nouveau visite le pays à bord d'un des navires de l'aventurier hollandais Jan Joosten van Lodensteijn. Il navigue également vers l'Inde, jusqu'à la source du Ganges et au pays de Magadha, et revient avec une grande richesse et de nombreuses histoires à raconter.    
À son retour au Japon, et après l'introduction de la politique d'isolement (sakoku), Tokubei écrit un récit intitulé Tenjiku Tokai monogatari (天竺渡海物語, « Relations de voyages maritimes en Inde ») sur ses aventures à l'étranger, récit qui devient très populaire au Japon. 
Il meurt vers l'âge de 80 ans dans sa ville natale de Takasago.

## Le personnage du théâtre kabuki

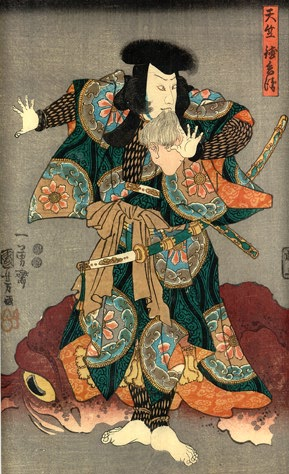
Tenjiku Tokubei dans une représentation kabuki, gravure sur bois du XVIIIe siècle.

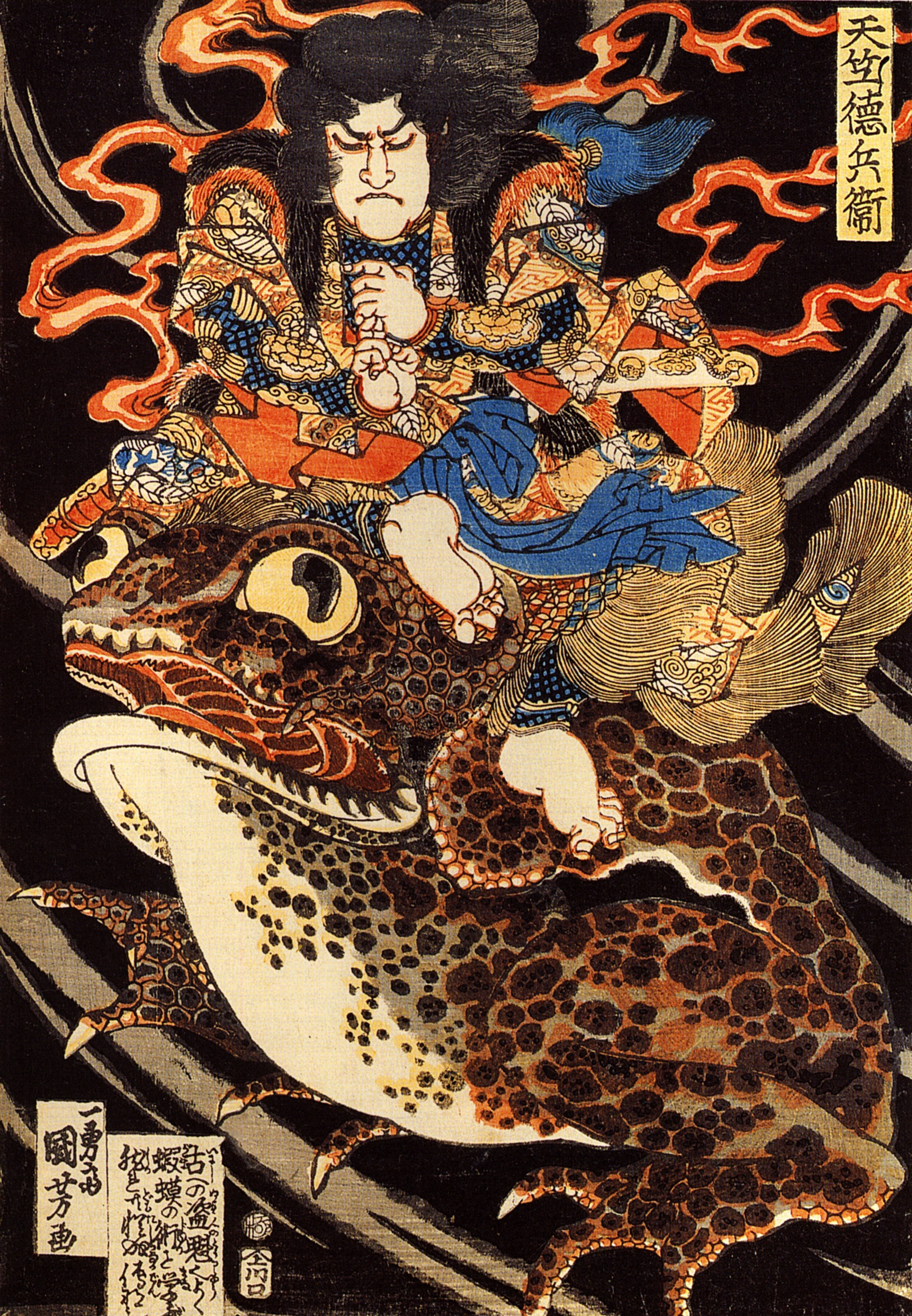
Tenjiku Tokubei chevauche un crapaud géant, gravure sur bois en couleur de Kuniyoshi, vers 1840.

Tenjiku Tokubei devient un personnage populaire des drames de marionnettes kabuki et jōruri, dans lesquels lui est attribué le rôle d'un magicien. Il est un sujet populaire de gravures sur bois aux XVIIIe et XIXe siècles.
En septembre 1795 Kunitaro interprète le rôle de la femme de Tokubei dans le drame Tenjiku Tokubei Kikigaki Ōrai, tandis que le rôle de Tenjiku Tokubei est joué par Arashi Koroku III.

## Kaitenzushi
De nos jours, Tokubei est également le nom d'une chaîne de kaitenzushi, comprenant 49 restaurants en date de juin 2005.